# NIMASO
NIMASO（ニマソ）は、NIMASO JAPAN株式会社のコアブランドであり、主にスマートデバイスや関連アクセサリーの開発、生産及び販売を行っている。
2023年現在、日本、アメリカ、ヨーロッパ、東南アジア、中国、中東などの地域に製品を提供している。
取り扱い商品は、スマートフォンやタブレットの保護ガラスフィルムとケーブルを主力とし、その他スタンド、ハブ・ドッキング、Apple Watch、AirTag&AirPodsなどの関連アクセサリーがある。

## 沿革
- 2015年11月 - ブランド設立。Amazon.co.jpへ出店
- 2017年
  - 3月 - 東京都港区に紅松株式会社を設立
  - 7月 - 中国深圳で支社を設立
  - 7月 - モバイルアクセサリー販売店「Nimaso Direct」をYahoo!ショッピングへ出店
- 2018年
  - 3月 -「NICCOU STORE」を楽天市場で出店
  - 4月 - 香港で支社を設立
  - 12月 - NIMASO JAPAN公式ウェブサイトを開設。ヨーロッパ、北アメリカに進出。ガラスフィルムが『家電批評』ベストヒット第1位に掲載
- 2019年
  - 3月 - 本社を神奈川県横浜市に移転、自社倉庫である物流センターを開設
  - 4月 - カスタマーサポート部門設立
- 2020年
  - 3月 - Qoo10で出店
  - 7月 - 小机物流センターを増設。楽天市場の優秀店舗トップ10にランクインし、年商1億円を突破
- 2021年
  - 4月 - 法人事業部を設立
  - 7月 - 量販店向けの商品発売を開始
  - 10月 - NIMASO楽天市場店の店名を「NICCOU STORE」から「Nimaso Direct 楽天市場店」へ変更
- 2022年　
  - 5月 - 事業拡大のため本社を神奈川県川崎市に移転
  - 10月 - Amazon.co.jp販売事業者アワード2022で「カテゴリ賞」を受賞、2016年から2022年まで7年連続で日本のAmazonのフィルム製品TOP1を獲得
- 2023年　
  - 7月 - 社名をNIMASO JAPAN株式会社へ変更
  - 9月 - ヤマダデンキ、ヨドバシカメラ、ビックカメラ等家電量販店に進出

## 主力製品
- ガラスフィルム
- ケース
- スタンド
- ケーブル

## 販売チャネル
日本では、Amazonや楽天市場、Yahoo!ショッピング、Qoo10に加え、NIMASOの公式ホームページからも販売を行っている。また、家電量販店やその他契約店でオフラインチャネルでの販売も開始した。